# Sơn Đoòng
Jama Sơn Đoòng (vietnamsko hang Sơn Đoòng, IPA: [haːŋ˧ ʂəːn˧ ɗɔ̤ŋ˨˩]), v narodnem parku Phong Nha-Kẻ Bàng, okrožje Bố Trạch, provinca Quảng Bình, Vietnam, je ena največjih naravnih jam na svetu.
Jama Sơn Đoòng, ki je blizu meje z Laosom, ima notranjo, hitro tekočo podzemno reko in največji prečni prerez med vsemi jamami na svetu od leta 2009, ki naj bi bil dvakrat večji od naslednjega največjega prereza v jami Deer v Maleziji. Po prostornini je največji znani jamski rov na svetu.
Njeno ime, Hang Sơn Đoòng, se iz vietnamščine prevaja kot jama gorske reke.
Jama je nastala v topnem apnencu in naj bi bila stara med 2 in 5 milijoni let.

## Odkritje
Vhod v jamo Sơn Đoòng je leta 1991 našel domačin po imenu Hồ Khanh, medtem ko je iskal posebej dragocen les. Čeprav je sprva šel raziskovat naprej, sta ga ob pristopu odvrnila zvok deroče vode in močan veter, ki je pihal z vhoda. Ker si ni mislil, da je to zelo pomembno, je do takrat, ko se je vrnil domov, pozabil točno lokacijo vhoda. Kasneje je svoje odkritje mimogrede omenil dvema članoma britanskega združenja za raziskovanje jam, ki sta raziskovala na tem območju. Prosili so ga, naj poskusi ponovno odkriti vhod, kar mu je leta 2008 tudi uspelo, leta 2009 pa je vodil ekspedicijo BCRA do vhoda.
Ta ekspedicija, ki je potekala med 10. in 14. aprilom 2009, je izvedla raziskavo jame in ocenila njeno prostornino na 38.500.000 m³. Njihov napredek pri raziskovanju celotne dolžine jame je ustavila velika, 60 metrov visoka kamnita stena, ki jo je odprava poimenovala Veliki vietnamski zid. Odprava se je vrnila marca 2010 in uspešno prečkala steno, kar je raziskovalcem omogočilo, da so prišli do konca rova. Ocenili so, da celotna dolžina jamskega sistema presega 9 km.

## Opis
Glavni jamski prehod Sơn Đoòng, oblikovan v karbonskem/permskem apnencu, je največji znani jamski prehod na svetu po prostornini – 38.500.000 m³, po besedah vodje odprave BRCA Howarda Limberta. Dolg je več kot 5 kilometrov, visok 200 metrov in širok 150 metrov. Njen prečni prerez naj bi bil dvakrat večji od naslednjega največjega prehoda v jami Deer v Maleziji. Jama je dolga približno 9 kilometrov in je prekinjena z dvema velikima dolinama, območji, kjer se je zrušil strop jame. Doline omogočajo sončni svetlobi vstop v dele jame, zato v njih rastejo drevesa in druga vegetacija.
Do sredine leta 2019 je postalo jasno, da je jama povezana s svojo podzemno reko z bližnjo jamo, imenovano Hang Thung. To poveča efektivno prostornino jame za več kot 1.600.000 kubičnih metrov.
Jama vsebuje nekaj najvišjih znanih stalagmitov na svetu, ki so visoki do 70 m. Za Velikim vietnamskim zidom so našli jamske bisere v velikosti žogice za bejzbol, nenormalno velike. Notranjost jame je tako velika, da bi vanjo lahko spravil celoten newyorški blok, vključno z nebotičniki, ali pa bi lahko Boeing 747 letel skozi njo, ne da bi se njegova krila dotikala obeh strani.
- Jamska dolina Sơn Đoòng
- Še en pogled iz ustja votline, ki prikazuje deževni gozd v njeni dolini.
- Odsevni bazen dlje v notranjosti
- Veliki stalagmiti v prehodu jami Sơn Đoòng v Vietnamu. Najvišji je bil izmerjen na 70 metrov v višino.
- Veliki stalagmiti v jami Sơn Đoòng. Ta rov naj bi imel največji prečni prerez med vsemi jamami na svetu.
- Ogromna druga dolina v jami Sơn Đoòng je tako velika, da v njej rastejo drevesa.